# Batalha de Wad-Ras
A Batalha de Wad-Ras ocorreu em 23 de março de 1860 no âmbito da Guerra Hispano-Marroquina (1859-1860) que, juntamente com a Batalha de Castillejos e Tetuão, concluiu a incursão de Espanha pelo Norte da África para terminar com as hostilidades contra a cidade de Ceuta.

## Batalha

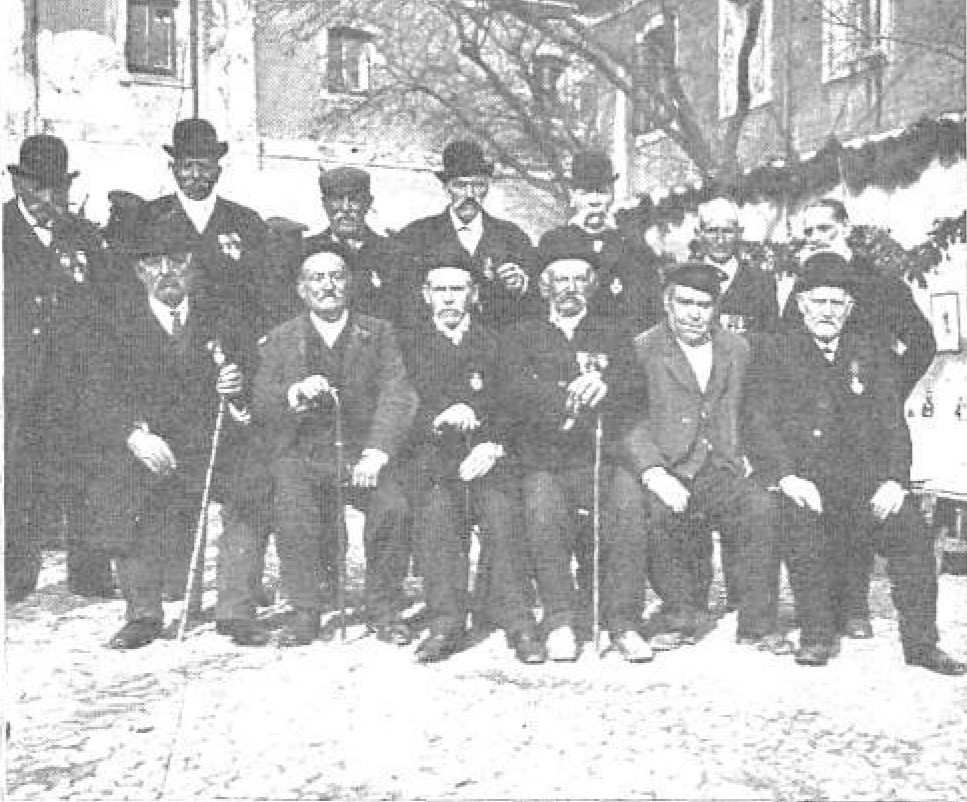
Grupo de veteranos espanhóis de Wad-Ras numa homenagem realizada em 1909, em comemoração do 49º aniversário da batalha, em Madrid.

Depois de ter conseguido conquistar a cidade de Tetuão, em fevereiro de 1860, a força expedicionária espanhola, liderada pelo general Leopoldo O'Donnell (Presidente do Governo e Ministro da Guerra), decidiu avançar em direção a Tânger. Em 23 de março, as tropas lideradas pelos generais Rafaél de Echagüe y Bermingham, Antonio Ros de Olano e Juan Prim derrotaram as forças marroquinas no vale de Wad-Ras. A derrota militar conclusiva dispersou as forças marroquinas e levou os marroquinos a pedir imediatamente o início de conversações conducentes à paz.
O tratado de paz foi assinado em Tetuão, no dia 26 de abril de 1860, e ficou conhecido pelo nome de Tratado de Wad-Ras, entre a Espanha e Marrocos, representados respetivamente pelo general O'Donnell e por Mulei el-Abbas (o irmão do sultão). Através deste tratado, a Espanha conseguiu alargar os limites territoriais de Ceuta e de Melilla e anexou Sidi Ifni.

## Consequências
Após as sucessivas derrotas sofridas por Marrocos nos seus confrontos contra as tropas espanholas, e em particular após a Batalha de Wad Ras, o sultão Muhammad IV de Marrocos foi forçado a pedir a paz à Rainha Isabel II de Espanha, o que se materializou no Tratado de Wad Ras, assinado em Tetuão no dia 26 de abril de 1860.
O Museu do Prado possui uma pintura a óleo sobre cartão de 54 por 182 cm, representando a batalha de Wad-Ras, realizada por Mariano Fortuny, encomendada pelo Conselho Provincial de Barcelona para imortalizar para a posteridade o feito do exército espanhol, em que se destacou uma unidade catalã. O Museu Nacional de Arte da Catalunha expõe a enorme pintura, La batalla de Tetuán, que mede 300 por 972 cm.
As estátuas de leões do Congresso dos Deputados de Espanha, feitos em bronze pelo escultor espanhol Ponciano Ponzano, foram moldados com os canhões capturados aos marroquinos nesta batalha. 